# Fielding Snowshoe Patrol Cabin
Pour les articles homonymes, voir Fielding.
La Fielding Snowshoe Patrol Cabin est une cabane dans le comté de Flathead, dans le Montana, aux États-Unis. Protégée au sein du parc national de Glacier, elle a été construite en 1936. Elle est inscrite au Registre national des lieux historiques depuis le 14 février 1986.